# Микивер, Микк Арнольдович
Микк Арнольдович Микивер (эст. Mikk Mikiver; 4 сентября 1937, Таллин — 9 января 2006, Вызу, Ляэне-Вирумаа) — советский, эстонский актёр, режиссёр театра и кино, педагог, народный артист СССР.

## Биография
Родился 4 сентября 1937 года в Таллине (Эстония).
Учился в школе Локса, затем в Таллинской 17-й средней школе, Таллинском горном техникуме, Таллинском политехническом институте по специальности «горный инженер» (ныне Таллинский технический университет).
В 1961 году окончил отделение сценического искусства факультета драмы Таллинской государственной консерватории (ныне драматическая школа при Эстонской академии музыки и театра) (преподаватель курса Вольдемар Пансо).
В 1961—1965 годах — актёр, в 1974—1988 годах и с 1992 года — режиссёр (с 1977 — главный режиссёр) Эстонского театра драмы (в 1952—1989 — имени В. Кингисеппа) в Таллине.
В 1965—1974 годах — актёр и режиссёр Молодёжного театра Эстонии (ныне — Таллинский городской театр).
Ставил спектакли в Финляндии, Венгрии, России, Латвии и Литве.
Снимался в кино, в т. ч. в Норвегии, Швеции, Финляндии, Англии, Армении, Литве и России, был телевизионным актёром. Поставил несколько фильмов.
Преподавал на кафедре театрального искусства Таллинской консерватории (ныне драматическая школа при Эстонской академии музыки и театра).
С 1987 по 1994 год — председатель правления Театрального союза Эстонии. Член Союза кинематографистов Эстонской ССР.
Народный депутат СССР от Таллиннского городского территориального избирательного округа № 747, Эстонская ССР. Член Комиссии по вопросам депутатской этики (1989—1991).
В 1990—1992 годах избирался в Конгресс Эстонии (альтернативный парламент).
В 1989—2006 годах — постоянный член Олимпийского комитета Эстонии.
В 2003 году перенёс тяжёлый инсульт.
Умер 9 января 2006 года в Вызу, Эстония. Похоронен в Таллине на Лесном кладбище.

### Семья
- Отец — Арнольд Микивер (1896—1968), директор Локсаской школы в 1920—1950 годах.
- Жена (1971—1983) — Ада Лундвер (1942—2011), актриса и эстрадная певица.
- Жена — Кармен Микивер (род. 1964), актриса
- Брат — Тыну Микивер (1943—2017), актёр.

## Премии, звания и награды
- 1968 — Премия Ленинского комсомола Эстонии (за театральную работу)
- 1969 — Заслуженный артист Эстонской ССР
- 1982 — Государственная премия Эстонской ССР
- 1982 — Народный артист Эстонской ССР
- 1983, 1985, 1987 — Премия за лучшую режиссуру
- 1988 — Государственная премия СССР (за спектакль «Цвета облаков»)
- 1990 — Народный артист СССР[9]
- 1996 — Музыкальная премия Театрального союза Эстонии
- 1996 — Премия фонда «Капитал культуры Эстонии»[10][11]
- 1996 — Премия «Большая Медведица» (за достижения в области театра, музыки и кино Эстонии)
- 1996 — Премия фонда «Капитал культуры Эстонии» (совместно с Марией Кленской и писателем Яаном Круусваллом за лучшую оригинальную постановку года «Безумный профессор, его жизнь» в Эстонском драматическом театре)
- 1998 — Орден Белой звезды IV степени
- 2003 — Премия Национального фонда культуры Эстонии (за жизненные заслуги)
- 2005 — Государственная премия Эстонии по культуре (за жизненные заслуги)

## Творчество

### Постановщик
- 1967 — «Антигона» Ж. Ануя
- 1968, 1974, 1986 — «Оборотень» А. Кицберга
- 1971, 1994 — «Долгий день уходит в ночь» Ю. О’Нила
- 1972 — «Беккет, или Честь Божья» Ж. Ануя
- 1973 — «Последняя лента Крэппа» С. Беккета[12]
- 1974 — «Сапожники Нумми» А. Киви
- 1979 — «Час вертящегося кресла» Я. Кросса
- 1979 — «В вихре» А. Кицберга
- 1983 — «Цвета облаков» Я. Круусвалла
- 1984 — «Царский сумасшедший» Я. Кросса
- 1984 — «Любовь и смерть» А. Х. Таммсааре и М. Микивера
- 1987 — «Тихая волость» (Vaikuse vallamaja) Я. Круусвалла
- 1994 — «Трудная ночь доктора Карелля» Я. Кросса
- 1995 — «Сирано де Бержерак» Э. М. Тамберга
- 1996 — «Вид с моста» А. Миллера[13]
- 1996 — «Сумасшедший профессор» Я. Круусвалла[13]
- 1997 — «12 разгневанных мужчин» Р. Роуза
- 2002 — «Пляска смерти» А. Стриндберга
- 2002 — «Бал-маскарад» Джузеппе Верди

и другие.

### Роли в театре
- 1966 — «Гамлет» — Горацио
- 1970 — «Человек и революция» А. Х. Таммсааре, В. Пансо, Мари-Лийз Кюла — Андрес Варгамяэ
- 1971 — «Вишнёвый сад» А. П. Чехова — Ермолай Алексеевич Лопахин
- 1973 — «Три сестры» А. П. Чехова — Александр Игнатьевич Вершинин
- 1977 — «Утиная охота» А. Вампилова — Виктор Зилов
- 1980 — «Живой труп» Льва Толстого — Фёдор Васильевич Протасов
- 1997 — «Пер Гюнт» Г. Ибсена) — Пер Гюнт

и др.

### Фильмография
Актёр
- 1960 — В дождь и в солнце — Виктор
- 1964 — Новый нечистый из преисподней — молодой Антс
- 1967 — Физики (фильм-спектакль) — Эйнштейн
- 1970 — Берег ветров — Саар
- 1970 — Заблудшие — Матти
- 1970 — Между тремя поветриями — эпизод
- 1978 — Народ водоплавающей птицы (документальный) — рассказчик
- 1971 — Свободны, как птицы — Маур
- 1972 — Кровавый камень — Шрёдер
- 1974 — Красная скрипка — доктор
- 1975 — Бриллианты для диктатуры пролетариата — Артур Янович Неуманн, шеф политической разведки Эстонии
- 1975 — Создание (короткометражный) — тренер Kaavere
- 1977 — Антенны среди льдов — метеоролог
- 1977 — Скорпион — Пауль
- 1977 — Цену смерти спроси у мёртвых — министр
- 1978 — Браконьер (в киноальманахе Гадание на ромашке) — Вамбола
- 1978 — Ветры Млечного пути (документальный) — рассказчик
- 1978 — День первый, день последний — Юргис
- 1979 — Отель «У погибшего альпиниста» — Хинкус
- 1979 — Соло (короткометражный) — Аат
- 1981 — Суровое море — Сиймен Тара
- 1984 — Кто сильнее его — жрец
- 1984 — ТАСС уполномочен заявить… — Дональд Ги, американский экс-журналист
- 1985 — Битва за Москву — Иван Степанович Конев
- 1985 — Документ Р — Энтони Пирс
- 1986 — Фламинго приносит счастье — директор
- 1987 — Дон Жуан — Командор
- 1987 — Заклятие долины змей (Польша, СССР, Вьетнам) — директор организации преступников
- 1987 — Конец Вечности — Ярроу
- 1987 — 13-й апостол — член экспедиции
- 1988 — Русалочьи отмели — барон фон Унгерн-Штернберг
- 1989 — Вход в лабиринт — Парацельс
- 1990 — Друзья, товарищи — Арно
- 1991 — Пляска смерти — Херман Роде
- 1991 — Улица мира — Вернер
- 1995 — Гимназисты Викмана (Эстония) — Йохан Викман
- 1995 — Cecile on surnud (Эстония) — директор полиции
- 1996 — Письма с востока (Великобритания, Эстония) — Ханс Калева, отец
- 1996 — Правда Сергея (Финляндия) — Сергей Малев
- 1996 — Plutooniumi puudutus (Финляндия) — Алекс Ландау
- 1997 — Горячая любовь (Финляндия, Эстония) — Бернхард Рийвес
- 1997 — Linnapea ehk Hirmu põhivormid (Эстонское ТВ, Телетеатр) — Рейн-Рауль Мандельштам, председатель совета
- 1998 — Armastuse kahur (Эстония) — секретный агент Питер
- 1999 — Инсайдер (Швеция) — Леонид Рагулин

Режиссёр
- 1975 — Школа господина Мауруса
- 1988 — Враг респектабельного общества

### Комментарии
1. ↑  Эстонские топонимы, оканчивающиеся на -а, в русском языке не склоняются[4], а род получают по родовому слову, например, деревне присваивается женский род, хотя в эстонском языке нет категории рода.